# Hildebrandtia ornatissima
Hildebrandtia ornatissima é uma espécie de anfíbio da família Ranidae.
É endémica de Angola.
Os seus habitats naturais são: savanas áridas, savanas húmidas, lagos de água doce intermitentes e marismas intermitentes de água doce.